# 内容辅助
内容/代码辅助（Content/Code assist）是部分IDE提供的一种功能，它可以帮助开发者更快速、更有效率地编写代码。这个目标通过简化编写任务来达成，它使开发者可以更专注于业务代码的编写。基于代码的上下文，内容辅助可为开发者提供遵循编程语言规范、变量、方法、資料類型等的适宜访问的关键词。

## 自动完成
自动完成可以快速输入代码上下文中的名称。这可以进一步改进开发人员的效率。
例如，在一个XML的上下文中，当开发人员输入一个打开标签“<”，它将通过自动完成提供标签（Tag）的列表，而这个语境将遵循文档的DTD或XML方案。随着开发人员输入更多内容，所提供的选项也被过滤，从而只保留相关的选项。开发人员最终完成该标签时，编辑器会自动生成闭合标签。
自动完成技术也存在着其他案例。例如在使用Eclipse IDE编写Java代码时，开发人员可以只输入第一个字母，然后按Ctrl+空格键即可提供在当前上下文中有效的与已输入字母相关的所有选项（类名称、接口名称、变量或字段名称）。

## 内容片段/代码模板
代码片段允许开发人员键入最少量的文本来添加复杂的代码结构。代码片段只能在有效的上下文中使用（仅在您可以插入语句时才提供语句片段）。

例如，使用Eclipse IDE编写Java代码时，开发人员可以输入“instanceof”，然后按Ctrl+空格键来以下列代码片段替换“instanceof”：
```
 
if
 
(
obj
 
instanceof
 
MyClass
)
 
{

   
MyClass
 
myClazz
 
=
 
(
MyClass
)
 
obj
;

   

 
}

```

通过在IDE中放置光标，开发人员可以进一步自定义这个代码片段：
1. 为“obj”变量选择可用的变量
2. “MyClass”类型可以在开发者按Tab键后调整
3. “myClass”变量允许开发人员按Tab键后重命名局部变量
4. 第3行允许开发者在按Tab键后继续输入其余的代码。